# Atractaspis bibronii
Atractaspis bibronii é uma espécie de cobras venenosas nativa da África. Actualmente não são reconhecidas subespécies.

## Descrição
Os indivíduos adultos têm comprimento médio de 30–50 cm com um máximo de 70 cm. O padrão de coloração consiste de cores como o castanho púrpura, cinzento ou preto, por vezes com reflexos púrpureos. A parte inferior do corpo pode ser acastanhada, branca ou quase descolorida, com uma série de manchas escuras. Em espécimes com uma coloração clara na parte inferior, podem aparecer também duas ou três filas de escamas nos flancos.

## Distribuição geográfica
Encontrada no sul da África, da Namíbia central, para leste até ao norte da África do Sul, para norte até à  República Democrática do Congo e Uganda, Tanzânia oriental, Quénia e até ao sul da Somália.

## Habitat
Semi-deserto, savana e florestas.

## Veneno
O veneno é altamente tóxico, apesar de ser produzido em muito pequenas quantidades. As mordeduras são comuns em algumas áreas. Muitas vezes, são mordidos tratadores de cobras que não sabem que esta espécie é capaz de morder enquanto é agarrada pelo pescoço. Os sintomas da mordedura incluem dor moderada a intensa, inchaço local ocasionalmente com formação de bolhas, necrose e limfadenopatia regional. Não estão registada mortes.